# Bugaci nőszőfű
A bugaci nőszőfű (Epipactis bugacensis) a kosborfélék családjába tartozó, homoki erdőkben élő, Magyarországon fokozottan védett növényfaj. 

## Megjelenése
A bugaci nőszőfű 20-50 cm (ritkán 77 cm) magas, lágyszárú, évelő növény. Szára vékony, zöld, alsó részén kissé, fent sűrűn szőrös. A száron 3-4 lándzsás vagy kihegyezett elliptikus alakú lomblevél található, amelyek hossza 3,5-5,5 cm, szélessége 2-2,5 cm. Az első lomblevél alatt a szár alsó részén 2-3 pikkelyszerű allevél ered, az ízközök ibolyás-rózsaszín árnyalatúak.  
Júniusban virít. A virágzatot nagyjából egy irányba néző, laza fürtbe rendeződő, kissé bókoló, nem mindig kinyíló 5-20 virág alkotja, amelyek a keskeny lándzsás, 1,2-1,9 cm-es murvalevelek hónaljából nőnek ki. A külső lepellevelek (szirmok) világoszöld színűek, hosszuk 8-9 mm, szélességük 3-4 mm. A belső lepellevelek zöldesfehérek, esetleg rózsaszínesen futtatottak. A mézajak belső része (hypochil) csészeszerű, belül vörösbarna (néha világosbarna), nektárt termel. A mesochil szűk, az epichil (a mézajak külső része) széles háromszögletű, 4 mm széles és hosszú; fehéres vagy világos rózsaszínes, középen sötétebb árnyalatú.        
Termése 9-12,5 mm hosszú, 5,7,5 mm széles toktermés.

## Elterjedése
A Epipactis bugacensis subsp. bugacensis alfaj csak Magyarországon, a Duna-Tisza közének homokvidékén él. Legészakibb előfordulása Budapesten, Soroksáron található.
Leírták egy nyugat-európai változatát, az Epipactis bugacensis subsp. rhodanensis is, amely Franciaországban és Svájcban a Rhône völgyében, valamint Németországban és Ausztriában a Duna és az Inn folyók völgyében fordul elő.    

## Életmódja
Homoki nyárasakban (telepített erdőben is), tölgyesekben, ligeterdőkben él. Legnagyobb állományai olyan nyárerdőkben élnek, ahol a talajvíz viszonylag felszínközeli. Mészkedvelő, élőhelyein a talaj kémhatása pH 7,9-9,1 közötti. Mérsékelten árnyéktűrő. 
A nemzetség legkorábban nyíló faja. Hajtásai áprilisban jelennek meg, és június elejétől végéig virágzik. A virágok önmegporzók, egy mérés során 78%-uk termékenyült meg. Néha kisebb csoportokban fordul elő, így nem kizárt vegetatív szaporodása sem. Hibridjei nem ismertek.   

## Természetvédelmi helyzete
Fő alfaja Magyarországon endemikus, elterjedési területe viszonylag kicsi. Eddig 23 állományát mérték fel, teljes egyedszáma néhány ezer lehet. 1996 óta fokozottan védett, természetvédelmi értéke 250 000 Ft.